# 7789 Kwiatkowski
A 7789 Kwiatkowski (ideiglenes jelöléssel 1994 XE6) a Naprendszer kisbolygóövében található aszteroida. Edward L. G. Bowell fedezte fel 1994. december 2-án.